# Fagerhult, Uddevalla kommun
Fagerhult är en tätort i Lane-Ryrs socken i Uddevalla kommun omkring 10 km nordost om Uddevalla. Bebyggelsen avgränsades före 2015 till en småort. 2015 avgränsades denna bebyggelse med den strax norr därom till en tätort. Täorten omfattar även bebyggelse i samhället Lane

## Lane
Samhället Lane är uppvuxet runt Lane station på Lelångenbanan som gick här 1895-1964. Lane ligger utmed länsväg 172, mellan Uddevalla och Färgelanda vilket gör Lane relativt lätt att nå med buss och i allt väsentligt är Lane en villaförort till Uddevalla. I Lane ligger även bygdegården Lanegården och fotbollsplanen Lanevallen som nyttjas av IFK Lane. Utmed länsvägen ligger en byggnad som över tiden både har nyttjats som minilivs och pizzeria, men som numera åter står öde. Ortens största företag är Lane El AB med omkring 20 anställda.

## Fagerhult
Fagerhult var det ursprungliga namnet på den station på  Lelångebanan i området. Fagerhult var namnet på den gård där stationen låg, men stationen bytte senare namn till Lane efter  häradets namn.

## Befolkningsutveckling
| Befolkningsutvecklingen i Fagerhult 1990–2020 | Befolkningsutvecklingen i Fagerhult 1990–2020 | Befolkningsutvecklingen i Fagerhult 1990–2020 | Befolkningsutvecklingen i Fagerhult 1990–2020 | Befolkningsutvecklingen i Fagerhult 1990–2020 |
| --------------------------------------------- | --------------------------------------------- | --------------------------------------------- | --------------------------------------------- | --------------------------------------------- |
|                                               |                                               |                                               |                                               |                                               |
| År                                            |                                               |                                               | Folkmängd                                     | Areal (ha)                                    |
| 1990                                          | 1990                                          |                                               | 283                                           | 26                                            |
| 1995                                          | 1995                                          |                                               | 413                                           | 35                                            |
| 2000                                          | 2000                                          |                                               | 394                                           | 35                                            |
| 2005                                          | 2005                                          |                                               | 389                                           | 35                                            |
| 2010                                          | 2010                                          |                                               | 353                                           | 35                                            |
| 2015                                          | 2015                                          |                                               | 499                                           | 126                                           |
| 2020                                          | 2020                                          |                                               | 456                                           | 110                                           |
| Anm.: Ny tätort 1990                          |                                               |                                               |                                               |                                               |